# U8 (Berlijn)

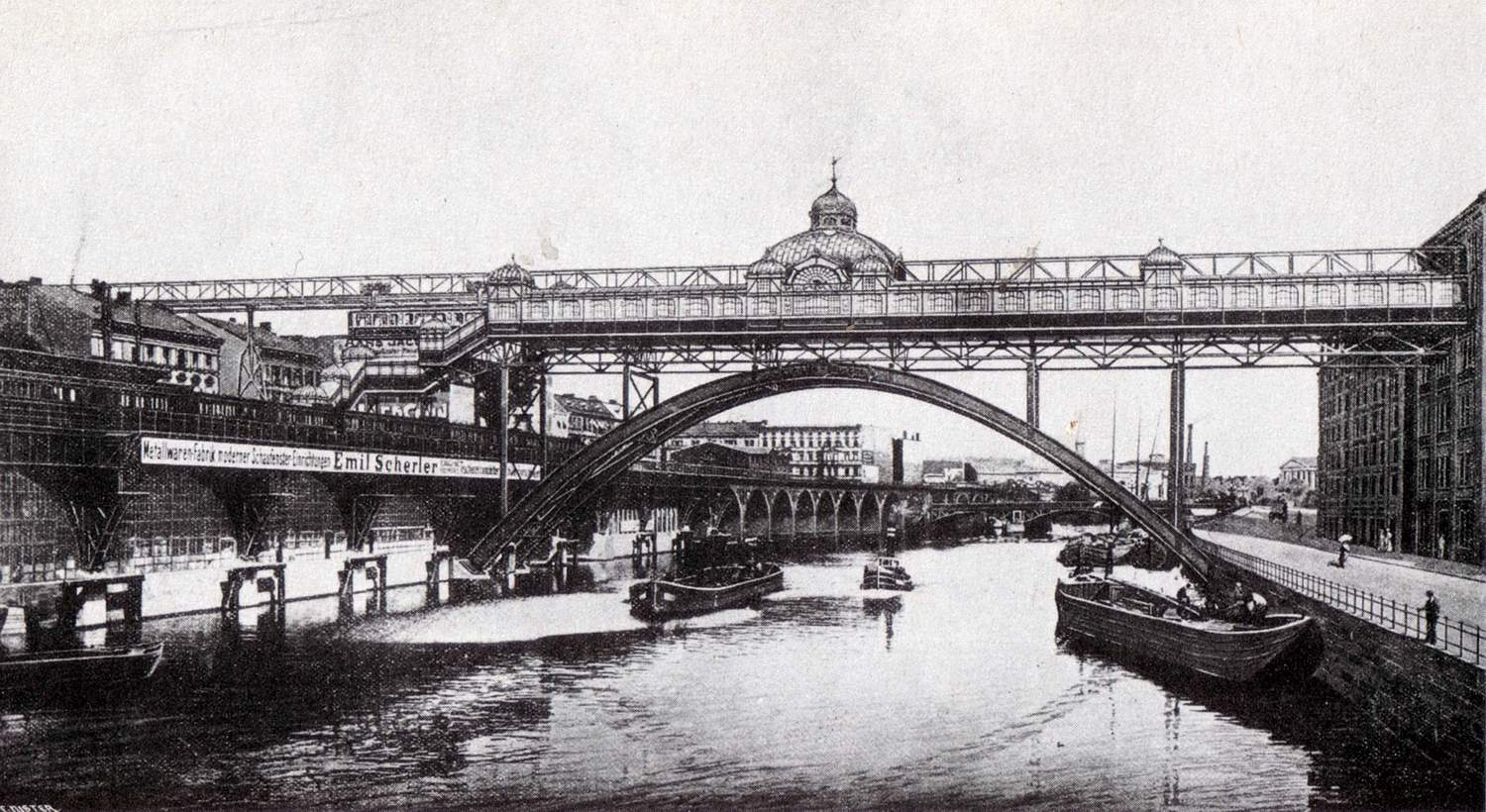
Ontwerp van de brug over de Spree in de nooit gebouwde zweefbaan

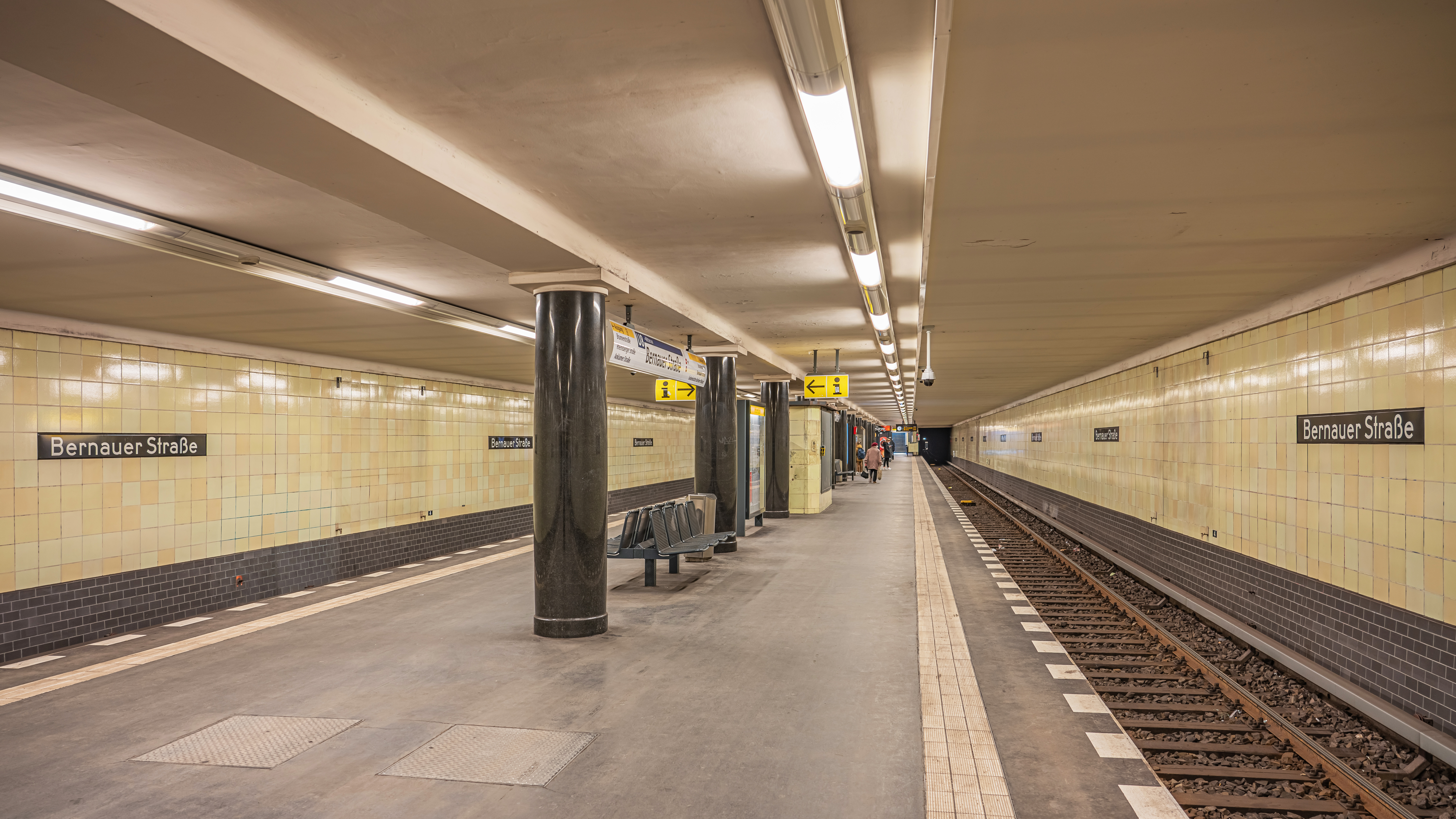
Bernauer Straße, een van de nog voor WOI gebouwde stations

De U8 is een lijn van de metro van Berlijn. De in noord-zuidrichting verlopende metrolijn verbindt het noordelijke stadsdeel Wittenau via Gesundbrunnen, de Alexanderplatz en Kreuzberg met het station Hermannstraße op de S-Bahnring in Neukölln (→ kaart). De geheel ondergronds gelegen U8 telt 24 stations en heeft een lengte van 18 kilometer; de reistijd over de gehele lijn bedraagt 34 minuten. Op kaarten wordt de grootprofiellijn aangeduid met de kleur donkerblauw.
De U8 werd geopend in 1927 en droeg de naam GN-Bahn, waarbij de letters GN staan voor Gesundbrunnen-Neukölln, de twee stadsdelen die de lijn verbond. In het lijnnummeringssysteem kreeg de lijn aanvankelijk de letter D toegewezen. De bouw van de GN-Bahn werd geïnitieerd door het private bedrijf AEG, maar na de financiële crisis nam het Berlijnse stadsbestuur de lijn over. Tijdens de deling van de stad lag de U8 grotendeels in West-Berlijn, maar doorkruiste hij in het centrum Oost-Berlijns grondgebied. Vanaf 1961 passeerden de treinen op de lijn daarom de stations in het oosten zonder te stoppen, waardoor spookstations ontstonden.

## Geschiedenis

### AEG bouwt een metrolijn
In 1902 stelde de Neurenbergse Continentale Gesellschaft für elektrische Unternehmungen het Berlijnse stadsbestuur voor een zweefbaan naar het voorbeeld van de Wuppertaler Schwebebahn te bouwen. Het traject dat men op het oog had zou lopen van Gesundbrunnen naar Neukölln (toen nog Rixdorf geheten). De autoriteiten vonden een dergelijke lijn echter ontsierend voor het stadsbeeld en wezen het project af.
Vijf jaar later wendde het elektronicaconcern AEG zich tot de bestuurders met plannen voor een metrolijn op min of meer hetzelfde traject als de zweefbaan. Deze lijn zou echter ondergronds verlopen in het stadscentrum en in de buitenwijken als luchtspoor worden uitgevoerd. Dit project bleek wel op steun te kunnen rekenen en na lange onderhandelingen verwierf AEG in maart 1912 de concessie voor de bouw en exploitatie van de inmiddels GN-Bahn gedoopte lijn. De lijn zou, evenals de gemeentelijke Nord-Süd-Bahn (U6), in het van de bestaande lijnen afwijkende grootprofiel uitgevoerd worden.
In 1913 werd in de Brunnenstraße met de tunnelbouw begonnen. Ten noorden van de S-Bahnring zou de lijn bovengronds gaan verlopen, het tracéverloop in Neukölln werd nog open gehouden; tot de mogelijkheden behoorden een eindpunt aan de Hermannplatz of aan een van de twee S-Bahnstations Neukölln en Hermannstraße.
Net als Siemens & Halske eerder met zijn Hochbahn had gedaan bracht AEG zijn metroactiviteiten in 1914 onder in een dochterfirma, de AEG-Schnellbahn-AG. De bouw verliep redelijk voorspoedig, tot in 1914 de Eerste Wereldoorlog uitbrak. Het groeiende gebrek aan arbeidskrachten en bouwmaterialen vertraagde de werkzaamheden ernstig en in 1917 lag de bouw zo goed als stil. Op dat moment was enkel het traject in de Brunnenstraße, met de stations Voltastraße en Bernauer Straße, in ruwbouw gereed, afgezien van korte tunnelfragmenten onder de Alexanderplatz en in Kreuzberg. Alleen aan de kruising van de Spree nabij de Jannowitzbrücke werd nog gewerkt.
Vanwege de bouwvertraging door de oorlog kon de AEG-Schnellbahn-AG niet voldoen aan de in de concessie opgenomen voorwaarde de GN-Bahn in 1918 in gebruik te nemen. Het kwam tot een proces tussen de metrobouwer en het stadsbestuur, waarbij AEG het onderspit moest delven. De AEG-Schnellbahn-AG werd daarop geliquideerd en de reeds gebouwde tunnels en stations vervielen aan de stad.

### Overname en opening
In 1919 waren de werkzaamheden aan de GN-Bahn volledig stil komen te liggen. Ook de nieuwe eigenaar beschikte niet over voldoende middelen om de aanleg te hervatten, aangezien de stad eerst haar Nord-Süd-Bahn wilde afbouwen. Pas toen deze lijn in 1926 gereed was, werd de bouw van de GN-Bahn weer opgepakt. Ondertussen was het plan op enkele punten aangepast, waardoor een aantal reeds gebouwde lijnstukken, waaronder de zogenaamde Waisentunnel onder de Spree, onnodig werden. Ook werd het viaducttracé in het noorden geschrapt.

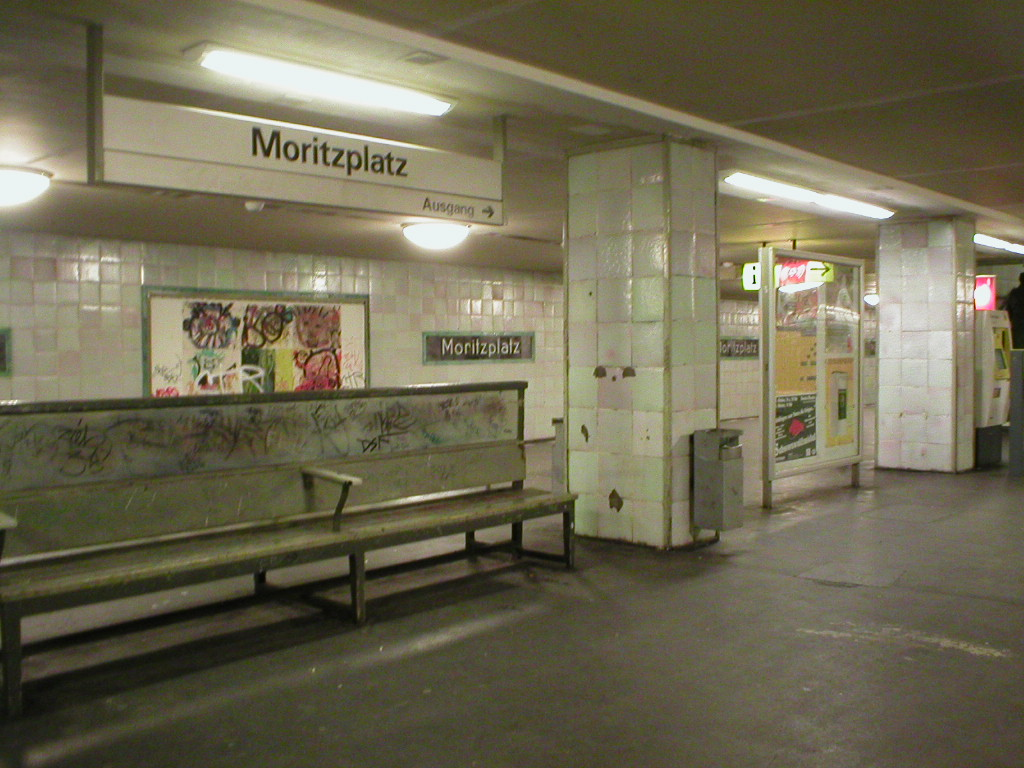
Station Moritzplatz werd speciaal gebouwd voor het warenhuis Wertheim.

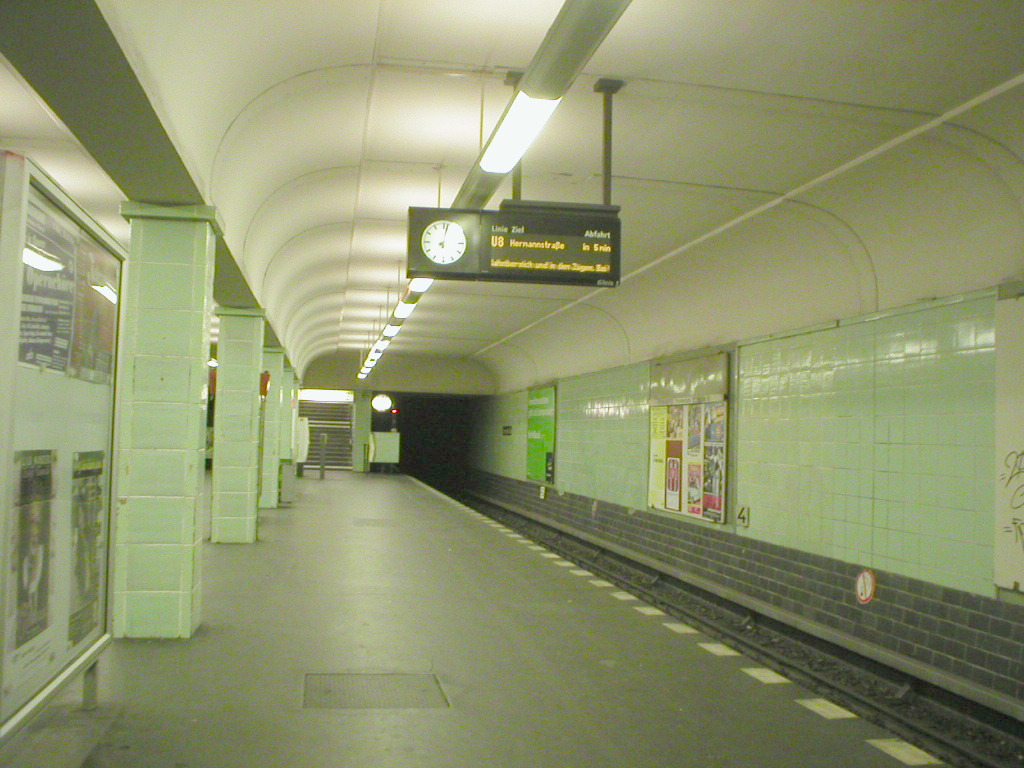
Gedurende een kleine zestig jaar was Leinestraße het zuidelijke eindpunt van de lijn.

Men begon met het afbouwen van het zuidelijke deel van de GN-Bahn. Op 17 juli 1927 werd het eerste deel van de nieuwe lijn in gebruik genomen. Het ging daarbij om een slechts 1,5 kilometer lang en drie stations tellend traject tussen Schönleinstraße en Boddinstraße in Neukölln. In het station Hermannplatz kon worden overgestapt op de een jaar eerder geopende Nord-Süd-Bahn (nu onderdeel van de U7). Vervolgens werd de rest van de lijn in kleine etappes opengesteld; op 12 februari 1928 bereikte de GN-Bahn Kottbusser Tor, waar het reeds bestaande station van de Hochbahn werd verplaatst ten behoeve van een betere overstapmogelijkheid, en op 6 april volgden de stations Moritzplatz en Neanderstraße (nu Heinrich-Heine-Straße) aan de rand van het stadscentrum. Station Moritzplatz ontstond op verzoek van het warenhuisconcern Wertheim, dat een vestiging aan het plein had en de bouw van het station financierde. Om de Moritzplatz te ontsluiten was een wijziging in het oorspronkelijke plan nodig en moest de lijn een kleine omweg maken met een scherpe bocht in de Prinzenstraße. De reeds gebouwde tunnel onder de Dresdener Straße, inclusief een station aan de Oranienplatz bleven ongebruikt. Overigens was ook de bouw van station Hermannplatz met een warenhuis verbonden. Hier ontstonden zelfs rechtstreekse toegangen vanuit het metrostation tot de vestiging van Karstadt aan het genoemde plein.
Op 4 augustus 1929 werd de lijn in het zuiden met één station verlengd tot Leinestraße, het "voorlopige" eindpunt. Het zou echter tot in de jaren 1990 duren voordat het huidige eindpunt Hermannstraße aan de Ringbahn, één station verder, bereikt zou worden. Daarna was de beurt aan het noordelijke deel van de GN-Bahn, door de binnenstad naar Gesundbrunnen. De Jannowitzbrücke werd met de aanleg van de eronder verlopende Spreetunnel geheel herbouwd en ook op de Alexanderplatz, waar uiteindelijk drie metrolijnen en de S-Bahn elkaar zouden kruisen, vond een grootschalige reconstructie plaats. Verder naar het noorden kon men gebruikmaken van de reeds aanwezige tunnel onder de Brunnenstraße. Op 18 april 1930 kon het zeven stations tellende en vijf kilometer lange tracé Gesundbrunnen - Neanderstraße in gebruik genomen worden en was de eerste fase van de voortaan met de letter D aangeduide lijn gereed.

### Tweede Wereldoorlog
Gedurende de Tweede Wereldoorlog liep het gehele Berlijnse metronet ernstige schade op door bombardementen. Op lijn D werden onder andere de stations Gesundbrunnen en Kottbusser Tor getroffen. De grootste ramp vond echter op 3 februari 1945 plaats in station Moritzplatz, waar in een schuilkelder 36 mensen de dood vonden. Op 25 april 1945 moest vanwege de vele verwoestingen al het metroverkeer in Berlijn stilgelegd worden, zo ook op lijn D. De situatie werd nog verergerd door het opblazen van de Noord-zuidtunnel van de S-Bahn ter hoogte van het Landwehrkanaal, in mei 1945. De tunnel kwam onder water te staan en via een voetgangerstunnel in station Friedrichstraße bereikte het water ook het metronetwerk. Bijna een miljoen kubieke meter water verspreidde zich vervolgens door de tunnels, lijn D overstroomde tussen de stations Rosenthaler Platz en Jannowitzbrücke.
Terwijl de tunnels na de beëindiging van de oorlog werden leeggepompt, was het tracé Schönleinstraße - Boddinstraße (toevalligerwijs het traject waarmee lijn D in 1927 zijn bestaan begon) op 14 mei 1945 een van de eerste twee trajecten waar weer gereden werd.

### Berlijnse Muur en spookstations

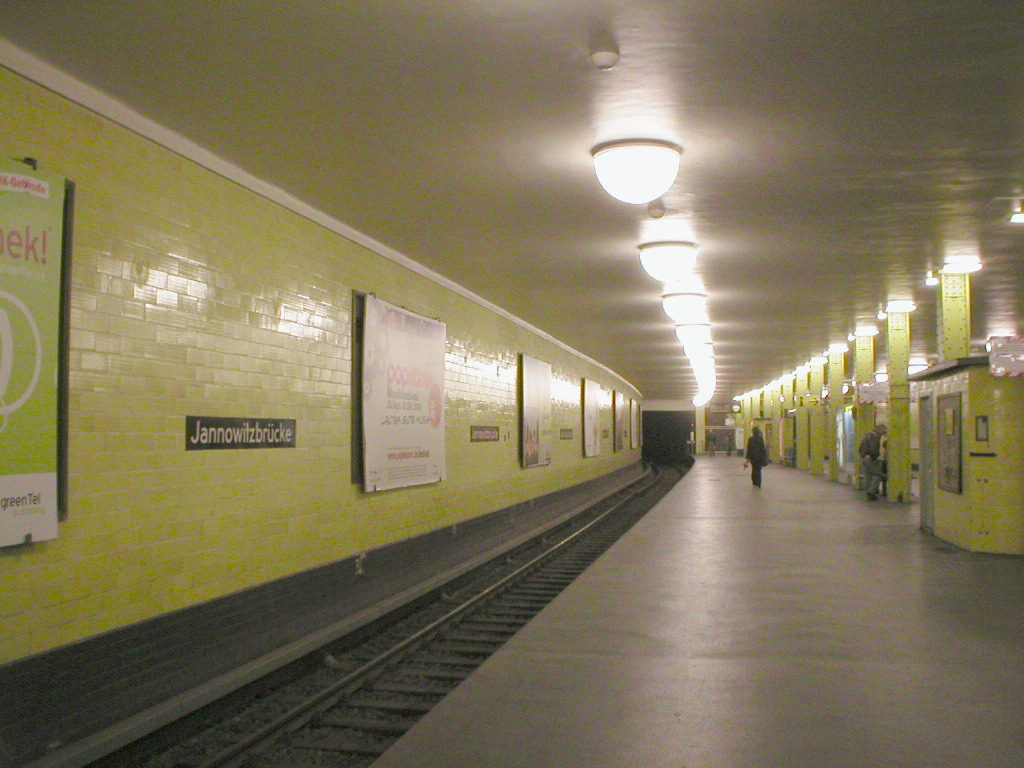
Van 1961 tot 1989 passeerden West-Berlijnse treinen station Jannowitzbrücke zonder te stoppen.

Berlijn was na de Tweede Wereldoorlog een gedeelde stad geworden, maar het metroverkeer trok zich aanvankelijk nog weinig van de grens aan. Toen in 1961 de Berlijnse Muur werd opgetrokken, werden de stations op het centrale, zich in Oost-Berlijn bevindende deel van lijn D gesloten en gingen de West-Berlijnse treinen ze passeren zonder te stoppen. Hetzelfde gebeurde op lijn C en zo veranderde een elftal metrostations in Berlin-Mitte in spookstations.
Lijn D werd door het wegvallen van de stations in het centrum ernstig verzwakt. Op het zuidelijke deel lagen zes stations op West-Berlijns grondgebied, maar ten noorden van de sectorgrens waren er nog slechts twee stations, die slechts met een omweg vanuit het zuiden en na een lange rit zonder haltes bereikt konden worden. Daarnaast was men voor het onderhoud van de sporen afhankelijk van de oostelijke autoriteiten.
De gemankeerde lijn zou echter spoedig weer versterkt worden. In de jaren 1960 ontstonden plannen voor een groot nieuw woongebied in het noorden van West-Berlijn, het Märkisches Viertel. Ter ontsluiting van dit stadsdeel besloot men de U8 naar het noorden te door te trekken. Een dergelijke verlenging zou ook zorgen voor een aansluiting op de twee weken na de bouw van de Muur geopende lijn U9, een verbinding tussen het noorden en het centrum van West-Berlijn. Bij de bouw van het eindpunt Osloer Straße van de U9 was al rekening gehouden met de komst van de U8. In 1973 begonnen de werkzaamheden aan de etappe van de verlenging, een 1,4 km lang traject met twee stations: Pankstraße en Osloer Straße. Op 5 oktober 1977 werd het nieuwe tracé in gebruik genomen.

### Verlenging door Reinickendorf
In 1980 ging de eerste spade in de grond voor de tweede fase van de noordelijke verlenging van de U8. Het 2,7 kilometer lange tunneltracé tot Paracelsus-Bad loopt eerst naar het noorden via de Schwedenstraße en de Residenzstraße en buigt dan af naar het westen richting het centrum van Reinickendorf, waardoor het industriegebied Wilhelmsruh ontweken wordt. Het traject kwam in gebruik op 27 april 1987, drie dagen voor de viering van het 750-jarig bestaan van Berlijn. De drie stations van deze verlenging onderscheiden zich door een monumentaal ontwerp.
Een verbinding met het Märkisches Viertel, toch het voornaamste doel van de noordelijke verlenging van de U8, ontbrak echter nog altijd. Nadat het stadsvervoerbedrijf BVG in 1984 het westelijke deel van de S-Bahn van de Oost-Duitse spoorwegen had overgenomen en de lijn naar Frohnau heropend was, kwam verdere uitbreiding van de U8 naar het noorden onder druk te staan, aangezien de lijn hier min of meer parallel aan de S-Bahn zou lopen. Zelfs de bondsregering bemoeide zich met de kwestie en eiste dat federale subsidies aan de sanering van de verwaarloosde S-Bahn besteed zouden worden. Desondanks begon men begin 1985 met de aanleg van het tracé Paracelsus-Bad - Wittenau. De lijn werd met een bocht naar het noorden door het centrum van het stadsdeel Reinickendorf aangelegd. Hiervoor moest eerst het terrein van de Karl-Bonhoeffer-Nervenklinik doorkruist worden, waarvoor men de boortechniek gebruikte. De zanderige grond en de aanwezigheid van talrijke grote stenen in de bodem bemoeilijkten de graafwerkzaamheden ernstig. Het 3,6 kilometer lange traject werd geopend op 24 september 1994. Het eindpunt ligt echter net buiten het Märkisches Viertel en hoewel verlenging tot in het centrum van het stadsdeel nog altijd tot de plannen behoort, is realisatie van dat project vanwege de slechte financiële situatie van de Duitse hoofdstad voorlopig niet te verwachten.

### Hereniging
Op 11 november 1989, reeds twee dagen nadat de Muur was gevallen, werd Jannowitzbrücke als eerste transitstation in Oost-Berlijn heropend. De overige spookstations op de U8 openden tussen december 1989 en april 1990. Gedurende de eerste tijd vonden op de tussenverdiepingen van de stations nog grenscontroles plaats.

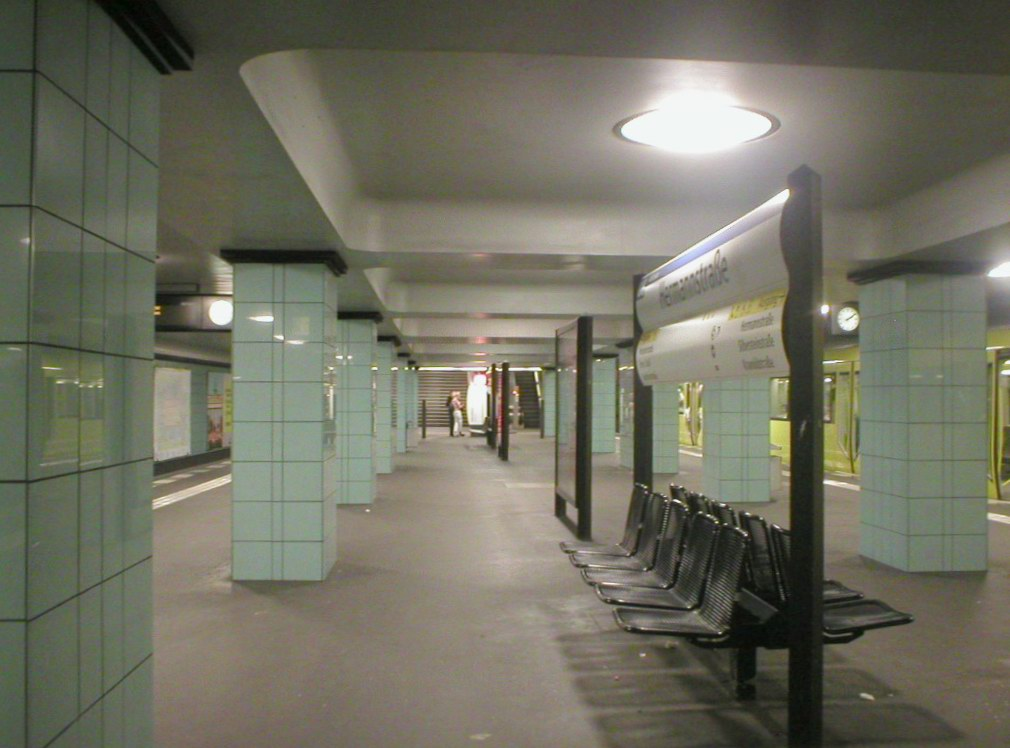
Nieuw, maar toch oud: station Hermannstraße

### Voltooiing
Het nieuwste deel van de U8 kwam in gebruik in 1996. Reeds aan het begin van de 20e was het zuidelijke eindpunt van de lijn voorzien bij het S-Bahnstation Hermannstraße en in 1929 werd daadwerkelijk met de bouw begonnen. De economische crisis leidde er in 1931 echter toe dat de bouw werd stilgelegd. In 1940 werd het in ruwbouw voltooide station ingericht als schuilkelder. Na de oorlog verdwenen de plannen in de ijskast, omdat een verbinding met de door de Oost-Duitse spoorwegen bedreven en officieel geboycotte S-Bahn onnodig werd geacht. Na de Duitse Hereniging kreeg de zuidelijke verlenging echter weer kansen. De opening van station Hermannstraße was voorzien voor 1993, het jaar waarin de ringlijn van de S-Bahn heropend werd. Uiteindelijk kwam het station echter pas op 13 juli 1996 in gebruik.

### Lijnkleur en nummering
Al sinds de opening van de GN-Bahn droeg de lijn de kleur donkerblauw. In het tot 1966 gebruikte lettersysteem werd de huidige U8 aangeduid als D. Bij de invoering van een nieuw nummeringssysteem met cijfers in het genoemde jaar kreeg de lijn het nummer 8 toegewezen. Toen het stadsvervoerbedrijf BVG in 1984 het westelijke deel van het S-Bahnnet overnam van de Oost-Duitse spoorwegen, werd aan de nummers van de metrolijnen een U toegevoegd, om deze te onderscheiden van de met S beginnende S-Bahnlijnnummers.

## Stations

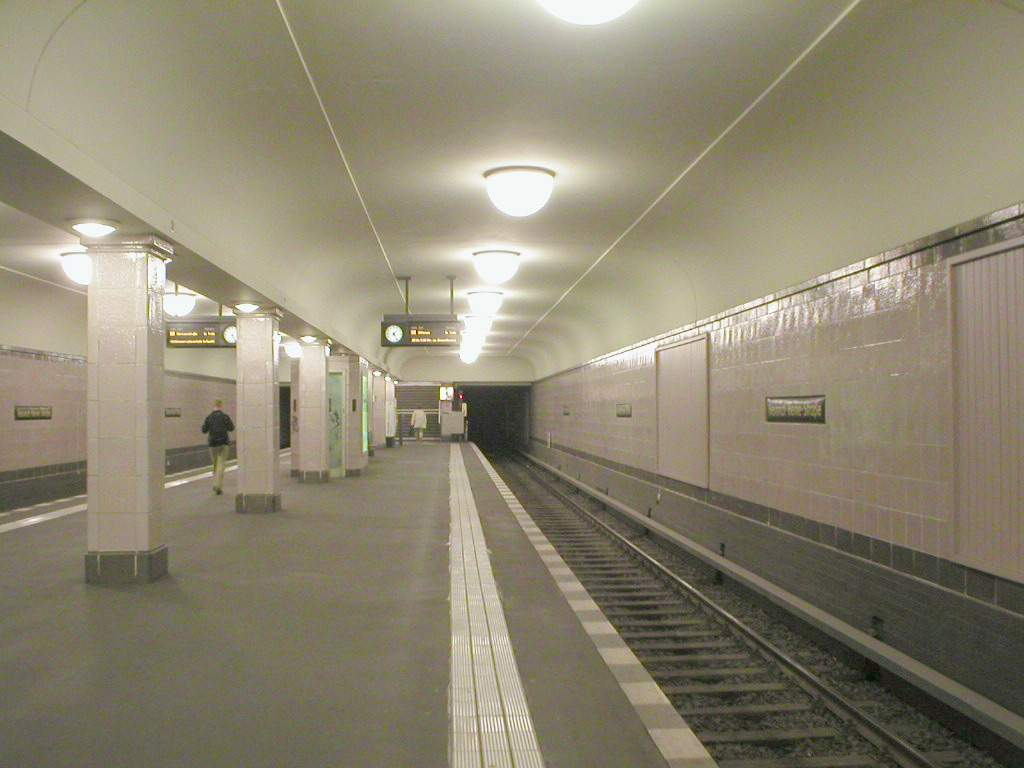
Heinrich-Heine-Straße, een van de standaardstations van de GN-Bahn

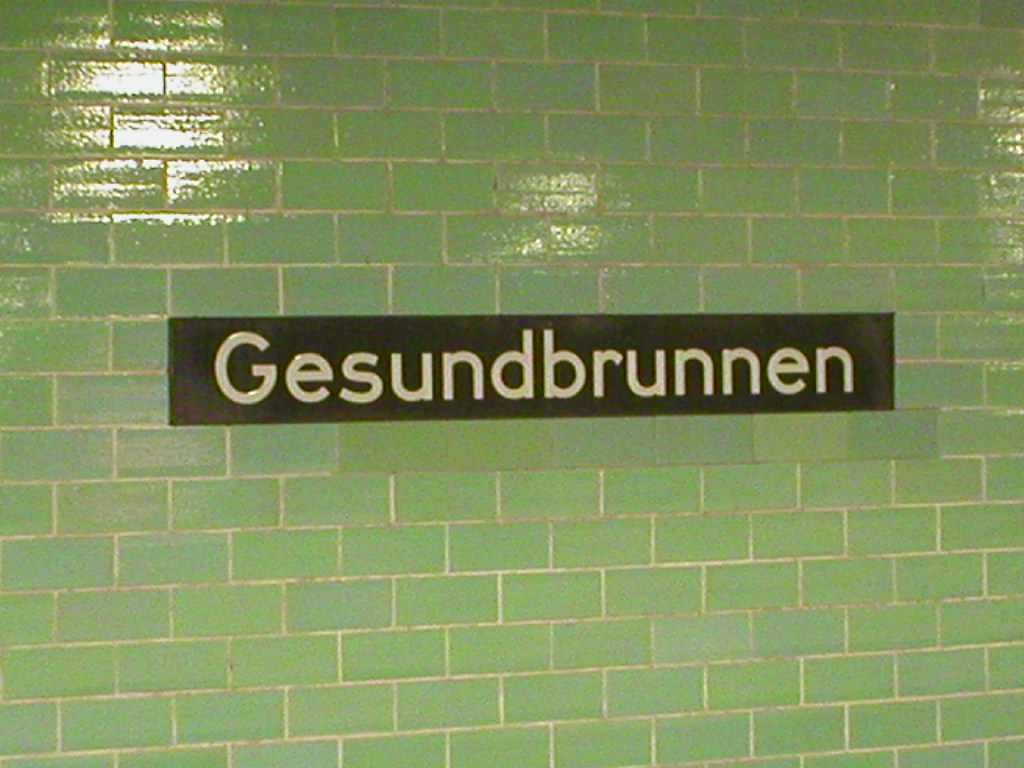
Glanzende gekleurde tegels (in station Gesundbrunnen rechthoekig in plaats van vierkant) en zwart-witte stationsborden zijn typerend voor de U8.

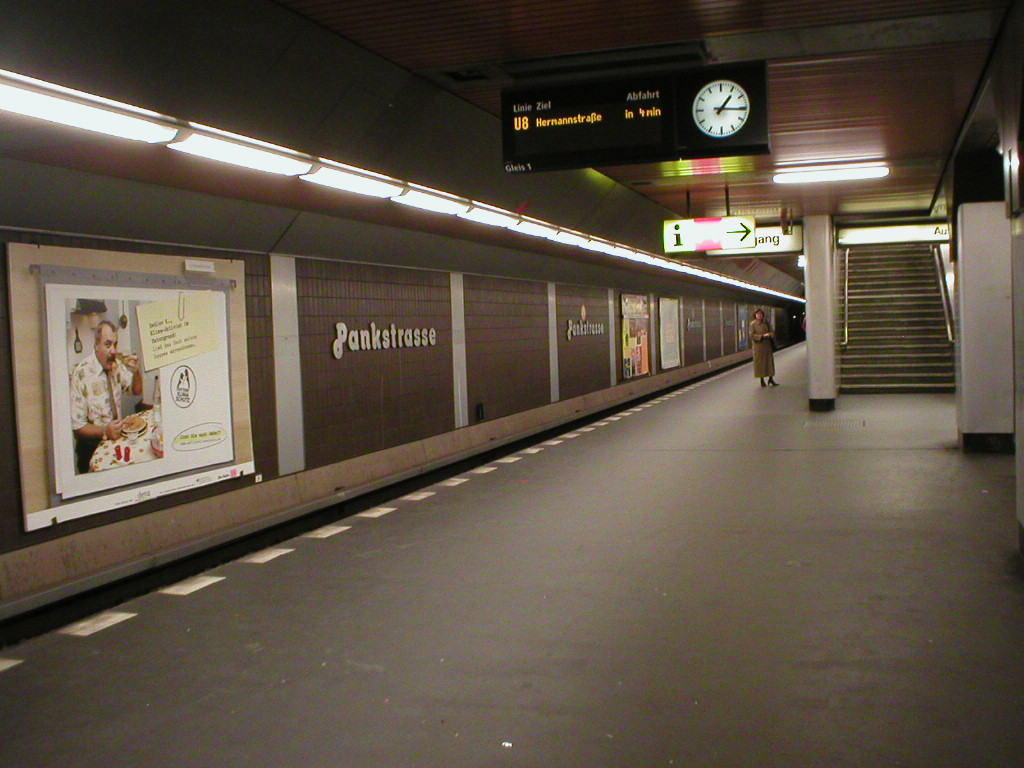
Pankstraße: na 47 jaar stilstand het eerste nieuwe station op de lijn

De vierentwintig stations van de U8 liggen alle ondergronds. Op vier stations kan op andere metrolijnen worden overgestapt, aansluiting op de S-Bahn bestaat op zes metrostations en op twee plaatsen is er een overstapmogelijkheid op de regionale en nationale spoorwegen. De gemiddelde afstand tussen twee stations bedraagt 784 meter; de grootste stationsafstand is met 1214 meter die tussen Rathaus Reinickendorf en Karl-Bonhoeffer-Nervenklinik, het dichtst bij elkaar liggen de stations Voltastraße en Bernauer Straße (594 meter).
De stations van lijn U8 laten een groot contrast in ontwerp zien; ruim de helft van de metrostations werd gebouwd voor 1930, terwijl de overige stations in de periode 1977-1996 ontstonden. De "sprong in de tijd" qua architectuur vindt plaats tussen de stations Gesundbrunnen en Pankstraße. Veel van de oudste stations van de lijn hebben, onder andere vanwege hun jarenlange slaaptoestand tijdens de deling van Berlijn, hun oorspronkelijke uiterlijk kunnen behouden; twaalf metrostations (alle op het traject Bernauer Straße - Leinestraße) genieten dan ook de monumentenstatus.
De eerste ontwerpen voor de stations van de GN-Bahn stammen van Peter Behrens, die als architect aan de AEG-Schnellbahn-AG verbonden was. Van zijn werk zou vanwege de overname van het project door de stad echter maar weinig gerealiseerd worden. De ronde met dorische kapitelen gesierde zuilen die hij voor de stations creëerde verschenen alleen in de nog voor de Eerste Wereldoorlog gebouwde stations Voltastraße, Bernauer Straße en het nooit voltooide metrostation onder de Oranienplatz.
Toen de bouw van de lijn aan het eind van jaren twintig hervat werd, kregen Alfred Grenander en Alfred Fehse de artistieke leiding. Van hun hand is de voor het oudste deel van de U8 kenmerkende bekleding met glanzende, vierkante tegels, die voor het eerst niet alleen de wanden, maar in veel stations ook de stalen pilaren zouden sieren. De stations van de GN-Bahn kregen ieder een eigen herkenningskleur (vooral pastelkleuren), die echter niet zoals op andere lijnen in een vaste volgorde afgewisseld werd. Vier stations, Rosenthaler Platz, Heinrich-Heine-Straße, Schönleinstraße en Leinestraße, werden gebouwd volgens een standaardontwerp; in deze stations wordt het dak in twee gewelven verdeeld door een rij pilaren op het midden van het eilandperron. Een nieuwigheid van de stations van lijn D was de aanwezigheid van tussenverdiepingen; de voor de Eerste Wereldoorlog gebouwde stations bevinden zich echter nog, zoals toen gebruikelijk, op geringe diepte en hebben uitgangen die rechtstreeks naar de straat leiden.
Onder de Hermannplatz, waar de U8 de U7 kruist, ontstond een groot overstapstation. De perronhal van de U8 hangt hier als een doos in de lager gelegen, luxueus uitgevoerde hal van de U7, die hierdoor in tweeën wordt gedeeld. Hermannplatz was daarnaast het eerste Berlijnse metrostation dat met roltrappen werd uitgerust en kreeg bovendien rechtstreekse verbindingen met het bovengelegen warenhuis Karstadt, dat in dezelfde periode (1926-1929) werd gebouwd. Station Alexanderplatz, eveneens een druk overstappunt, valt op door zijn bijzonder brede perron.
Na de voltooiing van de GN-Bahn in 1930 hield de lijn decennialang dezelfde vorm. Pas in 1977 kreeg de U8 er twee stations bij: Pankstraße en Osloer Straße. Op dat moment was Rainer Rümmler al zo'n tien jaar de vaste architect van de Berlijnse metro, en vanzelfsprekend verzorgde hij het ontwerp van de nieuwe stations. Het tamelijk donkere metrostation Pankstraße is door het gebruik van aluminium, de in bruine tinten uitgevoerde wanden en de typografie van de stationsborden als een typisch product van de zeventiger te jaren te herkennen. De door Rümmler vaak toegepaste associatie tussen de stationsnaam of -omgeving en de inrichting komt onder de Osloer Straße tot uiting in de dominerende aanwezigheid van de Noorse vlag.
Tien jaar later was Rümmlers stijl aanzienlijk uitbundiger geworden. De in 1987 en 1994 geopende stations op het noordelijke deel van de U8 onderscheiden zich dan ook door een monumentaal en kleurrijk ontwerp, dat bovendien deels teruggrijpt op eerdere stijlperioden – vooral wat betreft de constructie van dak en zuilen. Ook hier spelen verwijzingen naar de naam of omgeving van de stations een grote rol: bomen en vogels brengen in station Franz-Neumann-Platz (Am Schäfersee) het parklandschap rond het nabijgelegen meer in beeld, scènes uit de badhuiscultuur sieren de wanden van station Paracelsus-Bad en station Lindauer Allee wordt gedomineerd door de lindeboom uit het wapen van de Zuid-Duitse stad Lindau. De nieuwste stations van de lijn kregen daarnaast, in plaats van het gebruikelijke asfalt, in een motief betegelde vloeren; eerder gebeurde dit reeds bij de in 1984 geopende stations van de U7 in Spandau.
Het nieuwste station van de U8, Hermannstraße, was al meer dan zestig jaar voor zijn opening in 1996 in ruwbouw gereedgekomen en kreeg in 1940 een tussenbestemming als schuilkelder. Het ontwerp van dit metrostation zou het laatste project van de in 2004 overleden Rainer Rümmler worden. De architect richtte zich bij de inrichting van het station naar het voorbeeld van de zeventig jaar oudere voorgaande stations op de lijn en gaf het, in scherp contrast met zijn eerdere werk, een strak, zakelijk uiterlijk. De wanden werden bekleed met grote turquoise tegels, die op sommige plekken echter ontbreken, zodat men achter glasplaten de oorspronkelijke bewegwijzering uit de periode dat het station als schuilkelder dienstdeed kan zien.

## Dienstuitvoering

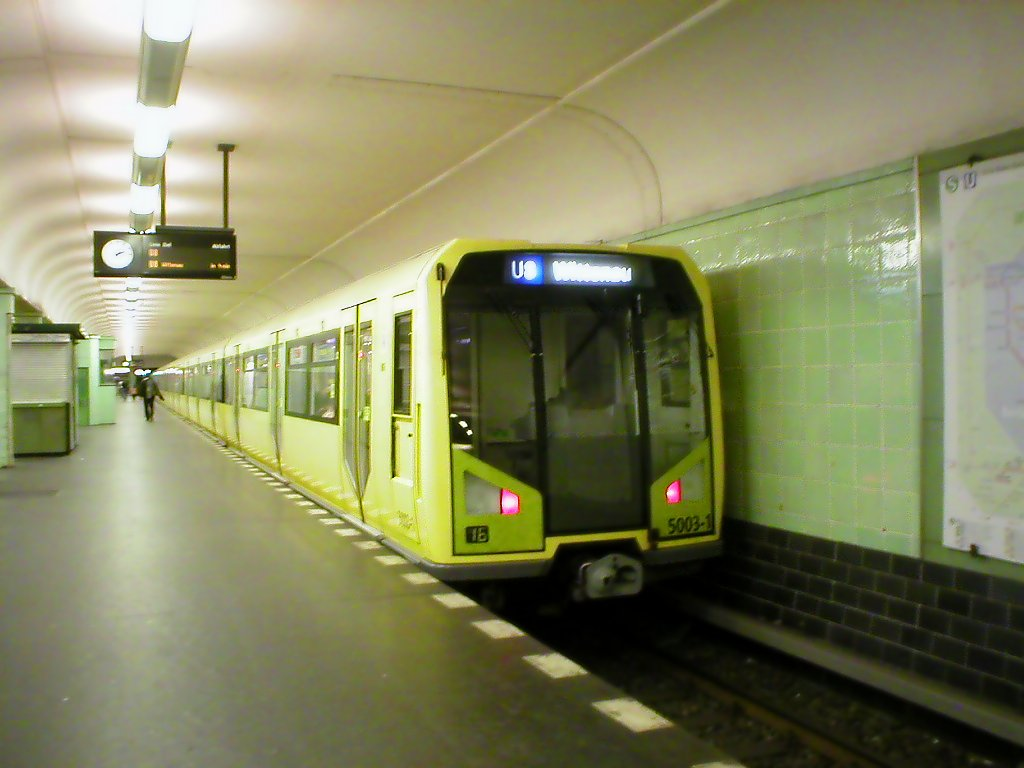
Trein van het type H op de U8 richting Wittenau

Gedurende het grootste deel van dag, behalve op zondag, wordt er op de U8 een vijfminutendienst onderhouden. Op het noordelijke traject naar Wittenau geldt vanwege de lagere bezetting een tienminutendienstregeling, waardoor overdag de helft van de treinen in station Osloer Straße eindigt. In de nacht van vrijdag op zaterdag en van zaterdag op zondag rijdt er van 0:30 tot 4:30 elke 15 minuten een trein op de lijn. In de overige nachten rijdt de vervangende metronachtbus N8, die in het centrum een iets van de U8 afwijkende route heeft en in het noorden bovendien doorrijdt tot in het Märkisches Viertel.
| Traject                       | Treinopvolging | Treinopvolging  | Treinopvolging    |
| Traject                       | Spits          | Overdag (ma-za) | Avonden en zondag |
| ----------------------------- | -------------- | --------------- | ----------------- |
| Osloer Straße ↔ Hermannstraße | 5 minuten      | 5 minuten       | 10 minuten        |
| Wittenau ↔ Osloer Straße      | 5 minuten      | 10 minuten      | 10 minuten        |

## Toekomst
Zoals eerder vermeld is aan het noordelijke uiteinde nog altijd een verlenging naar het Märkisches Viertel voorzien. Het gaat daarbij om een traject van ongeveer twee kilometer met twee nieuwe stations, Schorfheidestraße en Märkisches Viertel. Hoewel er in de bestemmingsplannen ruimte voor de lijn is gereserveerd, is een eventuele realisatie vanwege het gebrek aan financiële middelen pas op lange termijn te verwachten. In het prioriteitenplan tot 2030 is de verlenging van de U8 dan ook niet opgenomen. Een eerder geplande zuidelijke verlenging voorbij Hermannstraße werd geschrapt omdat deze lijn te veel parallel aan de U7 zou lopen.
Nieuwe stations worden voorlopig weliswaar niet gebouwd, maar aan de modernisering van bestaande stations wordt wel gewerkt; zo moeten alle metrostations op den duur over liften beschikken. In 2006 waren 11 van de 24 stations van de U8 (46%) uitgerust met een lift. Tot 2010 zal in de stations Kottbusser Tor en Jannowitzbrücke een lift ingebouwd worden.

## Kaart

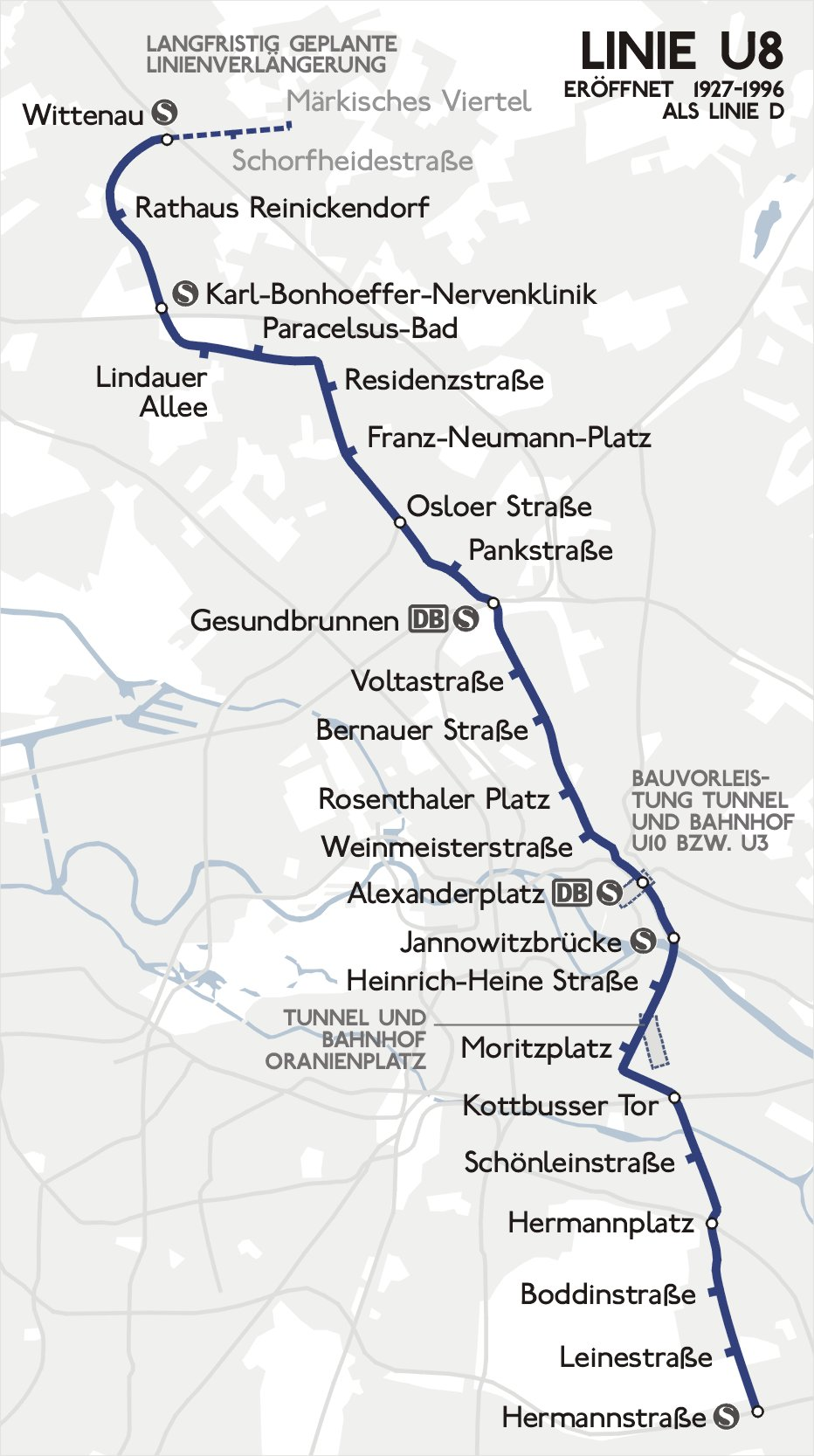
Tracé van de U8